# Miloš Morávek
Miloš Morávek (* 29. května 1951 Brno) je český rockový kytarista, hudebník a podnikatel. Známý je jako člen brněnských skupin Progres 2, Futurum, Kern a Synkopy. Jeho dcerou je zpěvačka Markie Morávková.

## Biografie
Morávek vystudoval střední elektrotechnickou průmyslovou školu, kam se dostal díky zájmu o slaboproudou elektrotechniku. Na kytaru začal hrát roku 1965, od následujícího roku již působil ve školní rockové skupině, která vystupovala na zábavách a jejíž repertoár tvořily skladby od The Shadows. Díky zájmu o elektrotechniku sestavoval vlastní technické doplňky pro kytary (kvákadla, boostery, zesilovače, aj.), díky čemuž získal přezdívku Edison.
V roce 1971 začal Morávek hrát v amatérské formaci The Madmen, která se ale v roce 1975 rozpadla. Následně byl členem další amatérské skupiny Regenerace, v níž se potkal s klávesistou a zpěvákem Romanem Dragounem, se kterým později spojil část své hudební kariéry. Koncem roku 1977 Regeneraci opustil a vstoupil do skupiny Progres 2, která chystala velký projekt – rockovou operu Dialog s vesmírem. Její premiéra se odehrála 27. února 1978 v Brně a do roku 1980 následovalo přibližně 350 repríz po celém Československu. Roce 1980 přišel do Progres 2 i Roman Dragoun, který v pozici klávesisty nahradil Karla Horkého a na místě zpěváka Pavla Váněho. Následoval další úspěšný tematický projekt Třetí kniha džunglí (premiéra 30. května 1981 v Brně), který kapela hrála do roku 1983. Tehdy Dragoun s Morávkem Progres 2 opustili a s dalšími hudebníky založili vlastní skupinu Futurum. V této době používal jako jeden z prvních československých kytaristů (společně s Radimem Hladíkem) kytarový syntezátor. Futurum v roce 1984 vydalo album Ostrov Země, Morávek ale z kapely následující rok odešel. V letech 1985 až 1987 působil v metalové kapele Kern. Od roku 1988 hrál v Synkopách, které ale v roce 1990 ukončily činnost.
Po roce 1990 Miloš Morávek svoji hudební kariéru také ukončil a začal se věnovat podnikání a o něco později založil obchod s hudebními nástroji včetně servisu. V roce 1997 byla obnovena činnost skupiny The Madmen (Uriah Heep revival), Morávek opět začal hrát a jako kytarista v ní stále figuruje; kapela ale vystupuje spíše příležitostně. Od roku 2005 působí opět ve skupině Progres 2 (kde nahradil Ivana Manolova), téhož roku bylo obnoveno i Futurum. V roce 2018 vydali Progres 2 album Tulák po hvězdách. Roku 2021 Miloš Morávek odešel ze skupiny Futurum, kde jej nahradil Jarek Malý.

## Diskografie

### S Progres 2
- 1978 – „Roentgen 19'30“ (singl)
- 1980 – „Píseň o jablku“ (singl)
- 1980 – Dialog s vesmírem (EP)
- 1980 – Dialog s vesmírem (album)
- 1981 – „Člověk stroj“ (singl)
- 1982 – „Muž, který se podobá odvrácené straně Měsíce“ (singl)
- 1982 – Třetí kniha džunglí (album)
- 1983 – The Third Book of Jungle (album)
- 1993 – Dialog s vesmírem /live/ (živé album nahrané v roce 1978)
- 2008 – Progres Story 1968–2008 (živé album z roku 2008)
- 2008 – Progres Story 1968–2008 (živé DVD z roku 2008)
- 2016 – Live (živé album a DVD nahrané v roce 2008)
- 2018 – Tulák po hvězdách (album)

### S Futurem
- 1984 – „Juliet“ (singl)
- 1984 – „Superměsto“ (singl)
- 1984 – Ostrov Země (album)
- 2009 – 25. narozeniny (koncertní album)
- 2009 – 25. narozeniny (živé DVD z roku 2009)

### S Kernem
- 1987 – „Blízko nás“ (singl)

### Se Synkopami
- 1990 – Dlouhá noc (album)